# الانتخابات التشريعية الإسرائيلية 1973

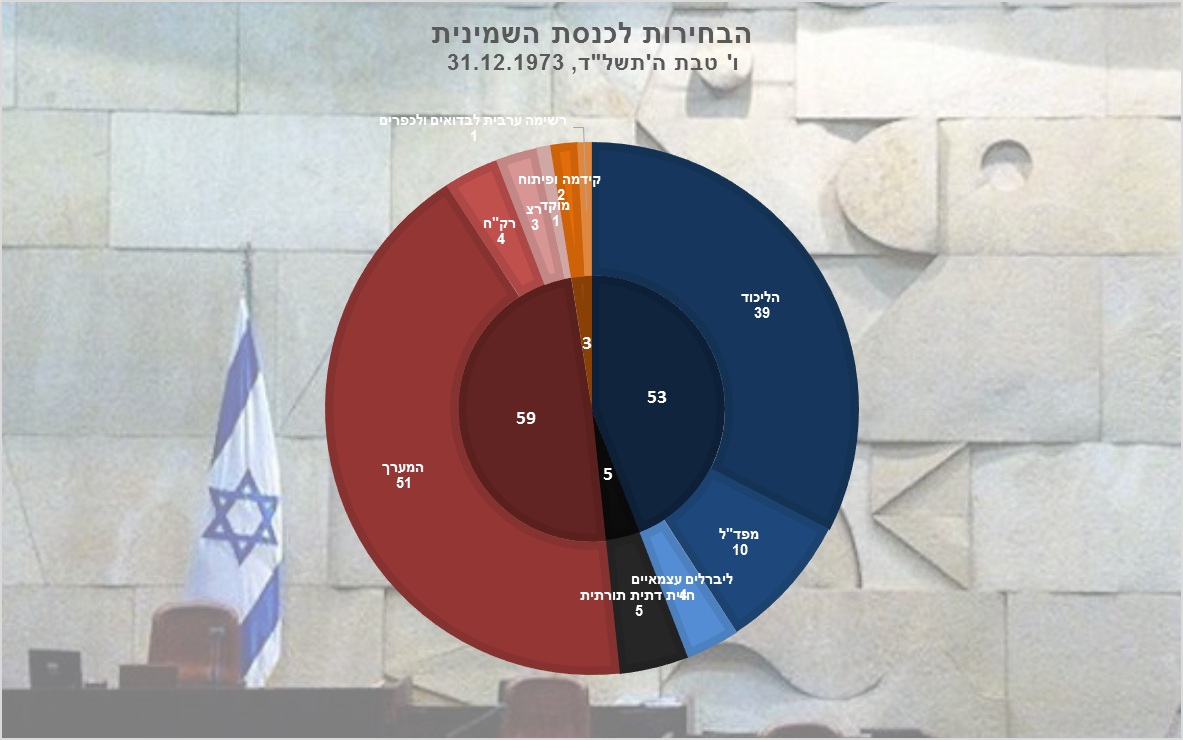

انتخابات الكنيست الإسرائيلية للعام  1973 هي الانتخابات الثامنة في إسرائيل، أجريت 31/10/1973. بعد حرب 1973، حيث تم تأخير الانتخابات شهرين عن موعدها بسبب اندلاع الحرب.
 بلغت نسبة المشاركة في الانتخابات 78.6% حصل حزب المعراخ على عدد المقاعد الأعلى في هذه الانتخابات، حيث كلفت غولدا مئير بتشكيل الحكومة.  
 بلغ عدد الأصوات الصالحة 1,566,855 ، نسبة الحسم 15,668 :(%1) ، عدد الأصوات للحصول على مقعد في الكنيست  12,424.
بناء على نتائج الانتخابات توزعت مقاعد الكنيست على النحو التالي :
| عدد المقاعد | (%) الأصوات بالنسب المئوية | عدد الأصوات الصالحة | إسم القائمة                     |
| 51          | 39.6                       | 621,183             | المعراخ التجمع                  |
| 39          | 30.2                       | 473,309             | الليكود التكتل                  |
| 10          | 8.3                        | 130,349             | المفدال حزب المتدينين الوطنيين  |
| 5           | 3.8                        | 60,012              | الجبهة الدينية التوراتية        |
| 4           | 3.6                        | 56,560              | حركة الأحرار المستقلين          |
| 4           | 3.4                        | 53,353              | القائمة الشيوعية الجديدة        |
| 3           | 2.2                        | 35,023              | راتس                            |
| 2           | 1.4                        | 22,604              | التقدم والتطوير *               |
| 2           | 1.4                        | 22,147              | موكيد                           |
| 1           | 1.0                        | 16,408              | القائمة العربية للبدو والفلاحين |

مراجع :